# 아마존 랩126
아마존 랩126(Amazon Lab126, 랩126, Lab126)은 아마존닷컴이 소유한 미국의 연구 개발 및 컴퓨터 하드웨어 회사이다. 팜 (기업)의 하드웨어 엔지니어링 부사장이었던 그레그(Gregg Zehr)가 2004년에 설립했으며 캘리포니아주 서니베일에 본사를 두고 있다. 아마존의 킨들 전자책 및 태블릿 제품군을 개발한 것으로 널리 알려져 있다.

## 이름
Lab126의 이름은 아마존 로고의 화살표에서 유래되었으며, 화살표는 영어 알파벳의 1번째와 26번째 문자인 A부터 Z까지 가리킨다.

## 제품
- 2007년, Lab126이 3년간의 연구 개발 끝에 아마존 킨들 전자책을 출시했다. 킨들의 최신 모델은 계속해서 출시되고 있으며, 2016년 중반에는 킨들 오아시스(Kindle Oasis)라는 최신 모델이 출시되었다.
- 2011년 Lab126은 킨들 파이어 태블릿을 출시했다. 2012년에는 킨들 파이어 HD라는 두 가지 새로운 Fire 태블릿 모델을 출시했다. 2013년에는 고급 태블릿인 Fire HDX를 출시했다.
- 2014년 Lab126은 Amazon Fire TV 디지털 미디어 플레이어를 출시했다. 2014년 말에는 더 작은 Fire TV Stick을 출시했다.
- 2014년 랩126은 파이어폰을 출시했으나 상업적으로는 성공하지 못했다.
- 2015년 Lab126은 음성 명령 장치인 아마존 에코를 출시했다.
- 2016년에는 에코의 하키퍽 크기 버전인 Echo Dot을 출시했다. 그들은 또한 Echo의 더 작은 휴대용 버전인 Amazon Tap을 출시했다.
- 2021년에는 랩126이 개발한 국산 로봇 브랜드 아마존 아스트로(Amazon Astro)를 발표했다.